# Johannes Heimrath

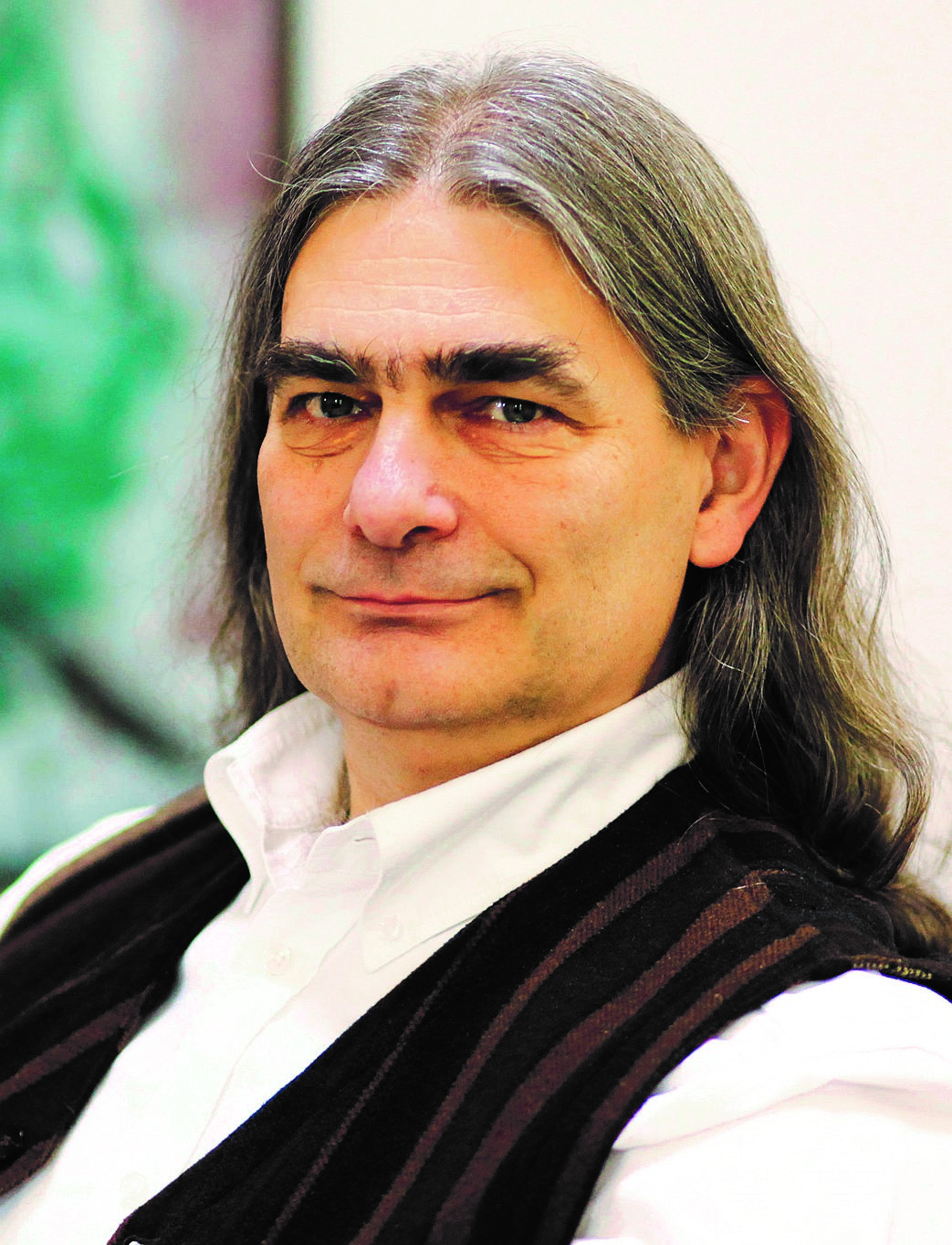
Johannes Heimrath

Johannes Heimrath (* 25. Juni 1953 in Gosheim) ist ein deutscher Öko-Pionier, Publizist, Unternehmer, Musiker und Umweltaktivist.

## Musiker, Komponist und Instrumentenbauer
Mit 17 Jahren war Johannes Heimrath Bundespreisträger von Jugend musiziert. Er studierte Komposition, Musikethnologie und Aufführungspraxis Alter Musik am Mozarteum in Salzburg und gehörte zu den Wiederentdeckern der Renaissancelaute. Zusammen mit seinem Kollegen Michael Korth gründete er das Ensemble Bärengässlin, das sich von 1975 bis 1985 vor allem der Rekonstruktion und Aufführungspraxis der deutschen mittelalterlichen Lieddichtung widmete. Heimrath ist Mitglied des 1978 gegründeten „Now!-Ensembles“ für zeitgenössische Musik. 2005 gründete er die Gong-Manufaktur Sona, in der er Gongs in Weiterentwicklung der von Michail M. Paiste begründeten Bauweise herstellt. Die Sona Gongmanufaktur ist heute eine der weltweit führenden Gongwerkstätten.

## Soziale Bewegungen, Lebensgemeinschaft
Johannes Heimrath ist ein Pionier der Neuen Sozialen Bewegung in Deutschland. Seit 1976 lebt er in einer von ihm mitbegründeten intentionalen Gemeinschaft, zunächst in der Nähe von Wolfratshausen in Bayern, um gemeinschaftliches Leben und Arbeiten auf Grundlage von öko-sozialen Leitlinien zu praktizieren. Von 1992 bis 1997 lebte der Kern der Gemeinschaft in der Schweiz. 1997 ließ sich die Gemeinschaft in dem Dörfchen Klein Jasedow im Lassaner Winkel nieder. Aus der Gemeinschaft ging die Stiftung Zukunftswerk Klein Jasedow hervor. 2004 erschien die erste von zahlreichen TV-Ausstrahlungen und Kinovorführungen des 90-minütigen Dokumentarfilms Die Siedler über das Projekt der Lebensgemeinschaft in Klein Jasedow.

## Publizistische Tätigkeit, Zeitschrift Oya und Drachen Verlag
Johannes Heimrath gründete 1991 den Drachen Verlag, welcher sich den Themen Freiheit, Naturphilosophie und kreativer Therapie widmet. Als Publizist gab er von 2010 bis 2020 die unter einer Creative-Commons-Lizenz erscheinende Zeitschrift Oya – enkeltauglich leben heraus. Das genossenschaftlich organisierte Magazin bietet ein Forum für ökologische und soziale Bewegungen, die den gesellschaftlichen Wandel hin zu einer lebensfördernden Gesellschaft vorantreiben. Im Rahmen der Buchreihe thinkOya brachte er unter anderem das Buch „Haben Bäume Rechte?“ (Christopher D. Stone) heraus, um die Bewegung zur Anerkennung von Persönlichkeitsrechten der Natur zu unterstützen.

## Regionalentwicklung und Kommunalpolitik

### Regionalentwicklung
Johannes Heimrath ist beratend in der Regionalentwicklung tätig und fördert insbesondere Wandlungsprozesse in Kommunen. So begleitete er 2007 die sorbische Gemeinde Nebelschütz und die 2010 nordsächsische Gemeinde Langenreichenbach bei der Bewerbung zum Europäischen Dorfpreis. Beide Gemeinden wurden mit einem Preis ausgezeichnet. Er beriet außerdem die Initiativgruppe „Serbski Sejm“zur Gründung einer demokratisch legitimierten sorbischen Volksvertretung. Seit der Konstituierung des Serbski Sejm im Jahr 2018 ist Heimrath Prozessbegleiter dieses Parlaments.

### Kommunalpolitisches Engagement
Von 1999 bis 2009 war Heimrath stellvertretender Bürgermeister der Gemeinde Pulow. Seit der Fusion der Gemeinde mit der Stadt Lassan im Jahr 2009 war er bis 2019 Mitglied des Lassaner Stadtrats. Johannes Heimrath gehört keiner Partei an. Bei den Kommunalwahlen 2009 und 2014 kandidierte er für die „Bürgerliste Lassaner Winkel“. Seit 2019 ist er Vorsitzender des Bauausschusses der Stadt Lassan.

## Zivilgesellschaftliches Engagement
Im Jahr 1997 gründete sich der Verein Akademie der Heilenden Künste e.V., deren Präsident Johannes Heimrath seitdem ist. Die Akademie ist Trägerin von Bildungs-, Natur- und Umweltprojekten; sie ist staatlich anerkannte Stätte der Erwachsenenbildung und freie Trägerin der Jugendhilfe. Im Jahr 2018 wurde die Akademie in Schwerin als Bildungszentrum für Nachhaltigkeit zertifiziert. Damit wurde sie Teil des von der UNESCO ausgezeichneten Netzwerks „Norddeutsch und Nachhaltig Mecklenburg-Vorpommern“.
Unter der Trägerschaft des Vereins initiierte Heimrath 2014 das dreijährige Erasmus+-Projekt Learning Communities in Rural Europe. Ziel des Projekts, an dem sich neben Deutschland auch Orte aus Großbritannien, Österreich, der Tschechischen Republik und Rumänien beteiligt haben, war die Erarbeitung von Leitlinien und Konzepten zur Errichtung öko-sozialer Lernorte in ländlichen Regionen Europas.
Im Jahr 2005 wurde der Europäischen Akademie der Heilenden Künste für ihr öko-soziales Engagement der Bundespreis „Bürger initiieren Nachhaltigkeit“ des Nachhaltigkeitsrats der deutschen Bundesregierung verliehen. 2006 erhielt sie den „Freiherr-vom-Stein-Preis“ der Alfred-Toepfer-Stiftung und der Humboldt-Universität Berlin für innovatives öko-soziales Engagement.
2010 erhielt Johannes Heimrath eine Auszeichnung als „Mutmacher der Nation“ in Mecklenburg-Vorpommern. Heimrath ist Mitglied des Club of Budapest International.
2017 wurde das zivilgesellschaftliche Engagement der sozial-ökologischen Projekte in Klein Jasedow durch Bundespräsident Frank-Walter Steinmeier im Rahmen einer Rede zur Verleihung des „Engagementpreises Mecklenburg-Vorpommern“ lobend erwähnt.

## Bildungsfreiheit
Johannes Heimrath engagiert sich für Bildungsfreiheit. Er ist Autor und Herausgeber mehrerer Bücher zum Thema. In den Jahren 1987 bis 1989 begleitete er den damals neunjährigen Tilmann Holsten erfolgreich in einem Verfahren wegen Schulverweigerung. Das am 7. September 1989 vom Amtsgericht Wolfratshausen erlassene Urteil (Az.: 2 OWi 46 Js 32069/88) ist der bis heute einzige rechtswirksame Freispruch wegen Schulverweigerung in Deutschland. Der urteilende Richter Eckermann begründete sein Urteil mit einem Zitat aus der Bayerischen Verfassung: »Gesunde Kinder sind das köstlichste Gut eines Volkes« (Art. 125, Abs. 1, S. 1). 1991 verfasste Johannes Heimrath Eine Petition für Freiheit und Selbstbestimmung im Bildungswesen, die an die Petitionsausschüsse der Landtage und die Mitglieder des Deutschen Bundestags versendet wurde. Er war Mitinitiator der Temenos Lerngruppe und des daraus hervorgegangenen Modellprojekts Temenos Kindergarten e. V. in Wolfratshausen (seit 2015 in Gelting) und trug im Jahr 2017 zur Gründung der Kleinen Dorfschule Lassaner Winkel, einer freien demokratischen Schule mit öko-sozialem Schwerpunkt, bei. 1999 initiierte Heimrath den botanischen Duft- und Tastgarten Papendorf für sehbehinderte Menschen, der seit 2018 zugleich als ökologischer Lernort für Kinder fungiert (Naturkindergarten Lassaner Winkel).

## Ökologisches Engagement
Heimrath setzt sich für die Umweltbewegung mit Fokus auf eine ökologische Landwirtschaft und Ernährungswirtschaft ein. 1980 gründete er mit „Natur ins Haus“ den ersten Naturkost-Heimservice in Deutschland sowie 1986 in Egling das erste moderne Bio-Fachgeschäft auf dem Land „Naturhaus im Bachhuber“. Nach dem Umzug der Gemeinschaft nach Mecklenburg-Vorpommern initiierte er den Aufbau einer Produktionsfirma für Bio-Kräutertees, die sich im Jahr 2001 als Kräutergarten Pommerland eG gründete. Bis zum Jahr 2005 war er Aufsichtsrat der Genossenschaft.
Von 1998 bis 2010 veranstaltete Johannes Heimrath Konferenzen zur „Renaissance einer Region“, woraus sich nachhaltige ökonomische Initiativen in der Region um Lassan ergaben. Dazu zählt unter anderem das ökologisch ausgerichtete Tourismus-Netzwerk „Kräuter, Kunst und Himmelsaugen“, welches zu den Preisträgern des Wettbewerbs „LandArt – Beste Netzwerke für Landurlaub“ des Tourismusverbands Mecklenburg-Vorpommern gehört.
Seit dem Jahr 2014 führt Johannes Heimrath als Haupterwerbslandwirt den ökologischen „Allmendhof Klein Jasedow“. Dort erprobt er klimagerechte, enkeltaugliche Anbaumethoden im Rahmen einer Baumfeldwirtschaft (Agroforstsystem).

### Bürgerinitiative „Landwende“
Im Jahr 2001 rief Johannes Heimrath in Folge eines Herbizidunfalls die Bürgerinitiative Landwende ins Leben, die sich für eine „enkeltaugliche“, giftfreie, vielfältige und bäuerliche Landwirtschaft einsetzt. Im Rahmen der Bürgerinitiative initiierte er die Kampagne Ackergifte? Nein danke!, die ein Verbot sämtlicher Pestizide und insbesondere des Totalherbizids Glyphosat fordert, und die Aktion Urinale 2015, die die bislang weltweit umfassendste Datenerhebung zur Belastung der Bevölkerung mit Glyphosat vornahm.

### Bündnis für eine enkeltaugliche Landwirtschaft
Gemeinsam mit dem ehemaligen Vorstandsvorsitzenden der Basic AG Stephan Paulke und der Schweisfurth Stiftung initiierte Johannes Heimrath im November 2017 das Bündnis für eine enkeltaugliche Landwirtschaft, ein Zusammenschluss von Bio-Unternehmen und zivilgesellschaftlichen Organisationen, die sich unter anderem gegen den Einsatz von chemisch-synthetischen Pestiziden einsetzen. Seit der Gründung des Vereins im Mai 2018 ist Heimrath Mitglied des Vorstands. Unter seiner Leitung beauftragte das Bündnis 2019 gemeinsam mit dem Umweltinstitut München das Institut TIEM Integrierte Umweltüberwachung mit der Durchführung der Studie „Pestizid-Belastung der Luft“. Die Studie wurde 2021 im Fachmagazin Environmental Science Europe publiziert und ist das bisher umfassendste deutschlandweite Monitoring des Ferntransports von Pestizid-Wirkstoffen über die Luft.

## Buchveröffentlichungen
- Johannes Heimrath und Michael Korth (Hrsg.): Frölich geschray so well wir machen. Oswald von Wolkenstein. (Hrsg. mit Michael Korth.) Heimeran, München 1975, ISBN 3-7765-0204-5.
- Johannes Heimrath, Michael Korth und H. C. Artmann (Hrsg.): Carl Michael Bellman. Der Lieb zu gefallen. Heimeran, München 1976, ISBN 3-7765-0213-4.
- Johannes Heimrath und Michael Korth (Hrsg.): ich bin du und du bist ich. Der Mönch von Salzburg. Lieder des Mittelalters. Heimeran, München 1980, ISBN 3-7765-0288-6.
- Johannes Heimrath (Hrsg.): Die Entfesselung der Kreativität. Das Menschenrecht auf Schulvermeidung. Drachen Verlag, Wolfratshausen 1988, ISBN 3-927369-00-4.
- Johannes Heimrath: Das Sonogramm der Persönlichkeit. Gongs als Modulatoren der Körperenergie. Hugendubel, München 1989, ISBN 3-88034-424-8.
- Johannes Heimrath: Tilmann geht nicht zur Schule. Eine erfolgreiche Schulverweigerung. Drachen Verlag, Wolfratshausen 1991, ISBN 3-927369-02-0. (völlig überarbeitete Neuauflage Drachen Verlag, Klein Jasedow 2013, ISBN 978-3-927369-67-2.)
- Johannes Heimrath: Die Post-Kollaps-Gesellschaft. Wie wir mit viel weniger viel besser leben werden – und wie wir uns heute schon darauf vorbereiten können. Scorpio, München 2012, ISBN 978-3-942166-78-2.
- Johannes Heimrath: Die Commonie. Versuchsordnung für eine Post-Kollaps-Gesellschaft des guten Lebens. Drachen Verlag 2016, ISBN 978-3-92736-97-33.
- Lara Mallien, Matthias Fersterer & Johannes Heimrath (Hrsg.): Learning Communities in Rural Europe – A Handbook.[30] Drachen Verlag 2017, ISBN 978-3-947296-01-9.
- Johannes Heimrath: Ackergifte sind überall: So entzaubern Sie die acht häufigsten »Pflanzenschutz«-Märchen (Broschüre). Bündnis für eine enkeltaugliche Landwirtschaft e. V., Lassan 2021.